# Јајце (тврђава)
Јајачка тврђава изграђена је у комплексу старог града Јајце у средњем веку из римског периода, изнад водопада реке пливе. Проглашена је националним спомеником Босне и Херцеговине.

## Историја
Tврђава која је имала важну улогу у средњовековној историји Балкана, за коју се често користе називи кастел и каштел, постојала је и пре првог помињања имена Јајце у писаним изворима. Време настанка обухвата тврђаву која се налази на самом врху брда, изнад ушћа пливе и врбаса. Првобитно је имала 3 четворостране куле: две на јужном зиду и једну у северозападном углу. Верује се да је постојала већ у 13. веку. Стручњаци имају различита мишљења о времену изградње тврђаве. Сви се слажу да је сигурно саграђена пре Хрвојеве владавине. Неки су њену изградњу ставили у XIII. а други чак до друге половине XIV. века.
Град Јајце је у 14. веку основао Војвода Хрвоје Вукчић Хрватинић, моћни феудалац у средњовековној Босни. Изграђен на ушћу Пливе у Врбас, град је био важно владарско седиште. Хрвоје је учествовао у политичким сплеткама и војним акцијама неопходним за очување независности Босне од моћнијих суседа, Краљевине Угарске и Османског царства. Да би одвратио непријатеља и сачувао његову моћ, Хрвоје је саградио тврђаву на врху брда.
Тврђава је бранила град читав век, док је остатак Краљевине Босне пао приликом инвазије османских снага. Штавише, султан Мухамед Ел Фатих, велики освајач, није успео да је освоји ни након што је освојио читаву Босну. Јајце се деценијама опирало, али више није могло издржати и постало је посљедњи босански град који је пао под турску власт.
После смрти Хрвоја 1416. године, град је преко његове супруге прешао у руке краља Стефана Остоје. У доба Стефана Томаша и Стефана Томашевића Јајце је било краљевска резиденција. У предграђу су били фрањевачки самостани Св. Марије и Катарине.
Последњи краљ Босне Стефан Томашевић крунисан је у цркви Свете Марије. Црква се налази у историјском центру града, са звоником Светог Луке. Наиме, када се ћерка српског деспота Лазара Бранковића Јелена удала за Стефана Томашевића, донела је мошти Светог Луке јеванђелисте. Тако је уз цркву саграђена кула - звоник Светог Луке, који су направили локални мајстори. Висок је 23,15 метара и данас је једини очувани средњовековни звоник у континенталном делу Балкана.
Црква је током османске владавине претворена у џамију и названа је Султан-Сулејманова џамија. Међутим, док је зграда коришћена као молитвено место за муслимане, неколико пута је горела у пожарима, што су мештани схватили као знак да намену зграде не треба мењати. После пожара 1832. године од зграде су остали само зидови.
Тврђава се простире на површини од 11.200 квадратних метара, а дужина зидова је 1.300 метара, и даље стоји на врху брда у центру средњовековног града, али високи камени зидови и куле окружени су зеленилом, а краљевски двор сада изгледа као нечији дом. Тврђава се налази на само неколико минута хода од чувеног Пливског водопада у центру Јајца.